# Sono Bisque Doll wa Koi o suru
Sono Bisque Doll wa Koi o suru (その着せ替え人形は恋をする Sono Bisuku Dōru wa Koi o suru, n.đ. '"Búp Bê hóa trang đang yêu"') là một bộ manga Nhật Bản được viết và minh họa bởi Fukuda Shin'ichi. Bộ truyện bắt đầu được đăng dài kỳ trên tạp chí Young Gangan của công ty Square Enix từ tháng 1 năm 2018. Bộ truyện chính thức kết thúc vào ngày 21 tháng 3 năm 2025 với việc xuất bản chương cuối cùng. Tính đến nay đã có tổng cộng 15 tập tankōbon được phát hành. Phiên bản anime truyền hình chuyển thể do xưởng phim CloverWorks sản xuất lên sóng từ tháng 1 đến tháng 3 năm 2022.

## Cốt truyện
Gojo Wakana là học sinh cao trung năm nhất có ước mơ trở thành nghệ nhân chế tạo búp bê Hina. Một ngày nọ trong học kỳ đầu tiên của mình, cô bạn cùng lớp nổi tiếng của cậu, Kitagawa Marin, nhìn thấy cậu đang làm trang phục búp bê trong phòng thủ công của trường. Marin đã yêu cầu Wakana tạo trang phục cosplay cho mình từ một nhân vật trong trò chơi điện tử mà cô yêu thích. Mặc dù Wakana không có kinh nghiệm trong làm trang phục dành cho người, nhưng Wakana đã được truyền cảm hứng từ sự kiên trì của Marin và đồng ý làm một bộ trang phục cho cô ấy.

## Nhân vật
Gojō Wakana (五条 新菜)
Lồng tiếng bởi: Ishige Shōya
Một học sinh trung học năm nhất, là một đứa trẻ mồ côi nên anh được ông của mình nuôi dưỡng. Ông anh là một nghệ nhân chế tạo búp bê Hina, người cũng đã truyền cảm hứng cho anh trở thành kashira-shi (頭 師), một nghệ nhân làm đầu búp bê Hina. Gojo có vóc dáng gầy và khá cao, cỡ khoảng hơn 1m80 nhưng lại tự ti và không có bạn bè do ký ức đau buồn từ hồi còn bé là bị người bạn thời thơ ấu ghê tởm vì thấy anh hứng thú với búp bê Hina mặc dù nó chỉ có gái mới chơi. Nên anh che giấu sở thích làm búp bê của mình với mọi người xung quanh cho đến khi anh gặp Kitagawa, người vừa tự tin khoe sở thích của mình vừa là động lực cho anh cũng quan tâm anh. Anh rất khéo tay trong may vá nên những bộ trang phục Kitagawa mặc để cos là anh làm, anh cũng trang điểm cho cô và anh hay đảm nhiệm làm bếp núc.
Kitagawa Marin (喜多川 海夢)
Lồng tiếng bởi: Suguta Hina
Một nữ sinh trung học xinh đẹp với cách ăn mặc và trang điểm sặc sỡ của một gyaru, học cùng lớp với Gojo. Cô khá năng nổ và chủ động trong mọi việc nhưng lại không khéo léo với may vá nên khi biết được Gojo có thể, cô vui sướng không tả nổi. Cô là một otaku quen thuộc với nhiều sở thích từ thích những cô gái phép thuật trong anime, otome game đến game người lớn, trong phòng cô cũng trang trí đủ thứ từ poster cho đến gối hình nhân vật cô thích trong game. Sau màn cosplay của cô đầu tiên thành công, cô ngày càng thân thiết với Gojo và cuối cùng thích anh. Mẹ cô mất từ khi còn nhỏ còn bố cô thì bận rộn với công việc nên cô hay ở căn hộ một mình.
Inui Sajuna (乾 紗寿叶)
Lồng tiếng bởi: Tanezaki Atsumi
Một cosplayer khá nổi tiếng tự giới thiệu mình với biệt danh "Juju" (ジ ュ ジ ュ). Cô là học sinh năm hai tại một trường tư thục dành cho nữ, dù cô lớn tuổi Gojo và Kitagawa hơn một tuổi nhưng do cô khá lùn cộng thêm vẻ ngoài trẻ con nên thường bị nhầm là học sinh trung học cơ sở hoặc có khi là tiểu học. Mặt khác, cô là một người thẳng thắn và nghiêm túc, tương tự như Kitagawa, cố gắng trong việc cosplay của mình trở nên hoàn hảo. Cô rất yêu em gái mình, Shinju và làm tất cả những gì có thể để làm em gái mình hạnh phúc.
Inui Shinju (乾 心寿)
Lồng tiếng bởi: Yomiya Hina
Em gái của Juju, Shinju là một học sinh trung học cơ sở nhưng so với dáng nhỏ nhắn của chị mình. Cô lớn đến mức gần như cao bằng Gojo, cao 178 cm nên hay bị nhầm là người lớn. Dù vậy, cô lại rất rụt rè và thân thiết với chị gái cùng với sự tôn trọng. Khi Juju hay cosplay, cô đảm nhận việc chụp ảnh, sử dụng chiếc camera từ bố cô. Cô cũng khéo léo trong việc sử dụng máy tính, chỉnh sửa và đăng tải những bức cô chụp về Juju đã cosplay. Cô cũng thầm mong mình có thể cosplay nhân vật mình thích một lần.

## Sản xuất
Shin'ichi Fukuda (tác giả) đặt Wakana (nam chính) vào vai một nhân vật mồ côi không có bạn bè nhằm tạo ra tình huống anh phải giải quyết vấn đề với Marin, thay vì cha mẹ hoặc những người bạn khác.

## Các chuyển thể

### Manga
Bộ truyện được viết và minh họa bởi Fukuda Shin'ichi. Bộ truyện được đăng dài kỳ trên tạp chí Young Gangan của công ty Square Enix từ ngày 19 tháng 1 năm 2018 đến ngày 21 tháng 3 năm 2025. Tính đến tháng 7 năm 2025 đã có tổng cộng 15 tập tankōbon được phát hành. Vào tháng 7 năm 2019, Square Enix đã công bố xuất bản phiên bản tiếng Anh của bộ truyện với tựa đề My Dress-Up Darling bởi Square Enix Manga & Books.

###### Danh sách tập truyện
| #  | Ngày phát hành Tiếng Nhật | ISBN Tiếng Nhật                                                 |
| -- | ------------------------- | --------------------------------------------------------------- |
| 1  | 24 tháng 11 năm 2018      | 978-4-7575-5920-2                                               |
| 2  | 24 tháng 11 năm 2018      | 978-4-7575-5921-9                                               |
| 3  | 25 tháng 5 năm 2019       | 978-4-7575-6138-0                                               |
| 4  | 25 tháng 10 năm 2019      | 978-4-7575-6355-1                                               |
| 5  | 25 tháng 5 năm 2020       | 978-4-7575-6657-6 (bản thường) 978-4-7575-6658-3 (bản đặc biệt) |
| 6  | 25 tháng 11 năm 2020      | 978-4-7575-6959-1                                               |
| 7  | 24 tháng 4 năm 2021       | 978-4-7575-7212-6                                               |
| 8  | 25 tháng 10 năm 2021      | 978-4-7575-7344-4 (bản thường) 978-4-7575-7345-1 (bản đặc biệt) |
| 9  | 25 tháng 3 năm 2022       | 978-4-7575-7837-1                                               |
| 10 | 24 tháng 9 năm 2022       | 978-4-7575-8101-2 (bản thường) 978-4-7575-8102-9 (bản đặc biệt) |
| 11 | 25 tháng 3 năm 2023       | 978-4-7575-8425-9 (bản thường) 978-4-7575-8426-6 (bản đặc biệt) |
| 12 | 25 tháng 9 năm 2023       | 978-4-7575-8748-9 (bản thường) 978-4-7575-8749-6 (bản đặc biệt) |
| 13 | 24 tháng 5 năm 2024       | 978-4-7575-9132-5 (bản thường) 978-4-7575-9133-2 (bản đặc biệt) |
| 14 | 25 tháng 11 năm 2024      | 978-4-7575-9492-0 (bản thường) 978-4-7575-9493-7 (bản đặc biệt) |
| 15 | 25 tháng 7 năm 2025       | 978-4-7575-9972-7                                               |

### Anime
Phiên bản anime truyền hình chuyển thể đã được công bố trong số thứ 9 của Young Gangan, được xuất bản ngày 16 tháng 4 năm 2021. Bộ anime truyền hình chuyển thể được sản xuất bởi xưởng phim CloverWorks và được đạo diển bởi Shinohara Keisuke, Tomita Yoriko phụ trách xử lý kịch bản, Ishida Kazumasa phụ trách thiết kế nhân vật và giám đốc hoạt họa. Nakatsuka Takeshi phụ trách sáng tác nhạc. Bộ phim được phát sóng từ ngày 9 tháng 1 đến ngày 27 tháng 3 năm 2022 trên kênh Tokyo MX và các kênh, trang mạng khác. Ca khúc chủ đề mở đầu là "Sansan Days" (燦々デイズ) của Spira Spica trong khi ca khúc kết thúc là "Koi no Yukue" (恋ノ行方) của Akase Akari. Funimation cấp phép phim bên ngoài Châu Á. Tại khu vực Nam Á và Đông Nam Á, bộ anime do Muse Communication cấp phép và phát sóng trên nền tảng xem phim trực tuyến Bilibili dưới nhan đề "Nàng nổi loạn X Chàng thợ may". Từ ngày 15 tháng 6 năm 2025, mùa 1 của bộ phim (bao gồm bản lồng tiếng và phụ đề tiếng Việt) đã lên sóng trên kênh YouTube Muse Việt Nam của hãng Muse Communication.
Mùa tiếp theo của bộ phim đã được công bố vào tháng 9 năm 2022. Mùa 2 dự kiến khởi chiếu từ ngày 5 tháng 7 năm 2025. Ca khúc chủ đề mở đầu là "Ao to Kirameki" (アオとキラメキ) của Spira Spica thể hiện. Còn ca khúc kết thúc là "Kawaii Kaiwai", do PiKi trình bày.

#### Danh sách tập phim

##### Mùa 1 (2022)
| TT. tổng thể | TT. trong mùa phim | Tiêu đề | Đạo diễn             | Biên kịch     | Bảng phân cảnh       | Ngày phát hành gốc  |
| ------------ | ------------------ | --- | -------------------- | ------------- | -------------------- | ------------------- |
| 1            | 1                  | "Người sống trong thế giới trái ngược với tôi" Chuyển ngữ: "Jibun to wa magyaku no sekai de ikiteiru hito" (tiếng Nhật: 自分とは真逆の世界で生きている人)                | Shinohara Keisuke    | Tomita Yoriko | Shinohara Keisuke    | 9 tháng 1 năm 2022  |
| 2            | 2                  | "Bắt đầu làm thôi nhỉ?" Chuyển ngữ: "Sassoku, shiyokka?" (tiếng Nhật: さっそく、しよっか？)                                                                              | Hiramine Yoshihiro   | Tomita Yoriko | Hiramine Yoshihiro   | 16 tháng 1 năm 2022 |
| 3            | 3                  | "Hẹn hò không?" Chuyển ngữ: "Ja, tsukiatchau?" (tiếng Nhật: じゃ、付き合っちゃう？)                                                                                      | Hideyuki Satake      | Yoriko Tomita | Keisuke Shinohara    | 23 tháng 1 năm 2022 |
| 4            | 4                  | "Đây... là của bạn gái?" Chuyển ngữ: "Kore, kanojo no toka?" (tiếng Nhật: これ、彼女のとか？)                                                                            | Yūichirō Komuro      | Yoriko Tomita | Yūichirō Komuro      | 30 tháng 1 năm 2022 |
| 5            | 5                  | "Chẳng phải vì tớ có phần “túi ngực” ngon nhất ở đây sao?" Chuyển ngữ: "Kono naka de ichiban Ii chibukuro da kara jan?" (tiếng Nhật: この中で一番いい乳袋だからじゃん？) | Takashi Sakuma       | Yoriko Tomita | Yoshihiro Hiramine   | 6 tháng 2 năm 2022  |
| 6            | 6                  | "Thật luôn!?" Chuyển ngữ: "Ma!?" (tiếng Nhật: マ！？) | Shin'ichirō Ushijima | Yoriko Tomita | Shin'ichirō Ushijima | 13 tháng 2 năm 2022 |
| 7            | 7                  | "Bồ bịch hẹn hò ở nhà đã ghê" Chuyển ngữ: "Shukipi to ouchi Dēto, yaba" (tiếng Nhật: しゅきぴとおうちデートやばっ)                                                       | Ken Sanuma           | Yoriko Tomita | Yoshihiro Hiramine   | 20 tháng 2 năm 2022 |
| 8            | 8                  | "Ngược sáng, đề xuất đó" Chuyển ngữ: "Gyakkō, osusume desu" (tiếng Nhật: 逆光、オススメです)                                                                             | Yūsuke Kawakami      | Yoriko Tomita | Yūsuke Kawakami      | 27 tháng 2 năm 2022 |
| 9            | 9                  | "Vì xem ảnh xong, xảy ra nhiều chuyện lắm" Chuyển ngữ: "Shashin o mitara, iroiro atta kara desu" (tiếng Nhật: 写真を見たら色々あったからです)                            | Yūta Yamazaki        | Yoriko Tomita | Yūta Yamazaki        | 6 tháng 3 năm 2022  |
| 10           | 10                 | "Bất kì ai cũng có nhiều chuyện" Chuyển ngữ: "Dare ni demo iroiro arun desu" (tiếng Nhật: 誰にでも色々あるんです)                                                        | Kento Nakagomi       | Yoriko Tomita | Yūna Suginogaki      | 13 tháng 3 năm 2022 |
| 11           | 11                 | "Cháu hiện giờ đang ở khách sạn tình yêu" Chuyển ngữ: "Ore wa ima, Rabu Hoteru ni imasu" (tiếng Nhật: 俺は今、ラブホテルにいます)                                        | Yūsuke Yamamoto      | Yoriko Tomita | Yūsuke Yamamoto      | 20 tháng 3 năm 2022 |
| 12           | 12                 | "Nàng búp bê thử đồ biết yêu" Chuyển ngữ: "Sono bisuku dōru wa koi o suru" (tiếng Nhật: その着せ替え人形は恋をする)                                                      | Yoshihiro Hiramine   | Yoriko Tomita | Yūta Yamazaki        | 27 tháng 3 năm 2022 |

##### Mùa 2 (2025)
| TT. tổng thể | TT. trong mùa phim | Tiêu đề | Đạo diễn          | Biên kịch         | Bảng phân cảnh                    | Ngày phát hành gốc  |
| ------------ | ------------------ | --- | ----------------- | ----------------- | --------------------------------- | ------------------- |
| 13           | 1                  | "Gojo Wakana dậy thì tuổi 15" Chuyển ngữ: "Gojō Wakana, jūgo-sai, shishun-ki" (tiếng Nhật: 五条新菜 15歳 思春期)                               | Shinohara Keisuke | Tomita Yoriko     | Shinohara Keisuke                 | 5 tháng 7 năm 2025  |
| 14           | 2                  | "Bởi vì ngực cũng có thể được trang bị" Chuyển ngữ: "Oppai wa sōbi dekiru kara" (tiếng Nhật: おっぱいは装備できるから)                         | Yamamoto Yūsuke   | Tomita Yoriko     | Yamamoto Yūsuke                   | 12 tháng 7 năm 2025 |
| 15           | 3                  | "Đoạn ngày thường quá là tuyệt vời" Chuyển ngữ: "Nichijō pāto metcha suko~~♡♡♡" (tiếng Nhật: 日常パートめっちゃすこ〰〰♡♡♡)                    | Yoshikawa Tomoki  | Tomita Yoriko     | Yoshikawa Tomoki                  | 19 tháng 7 năm 2025 |
| 16           | 4                  | "Cậu ấy biết mọi thứ về cơ thể mình" Chuyển ngữ: "Atashi no karada no koto, zenbu shitterun da" (tiếng Nhật: あたしの体の事、全部知ってるんだ) | Sakuma Takashi    | Shinohara Keisuke | Kurosawa Mamoru                   | 26 tháng 7 năm 2025 |
| 17           | 5                  | "800 triệu" Chuyển ngữ: "Hachi Oku" (tiếng Nhật: 8億)                                                                                          | Komuro Yūichirō   | Tomita Yoriko     | Wakabayashi Shin                  | 2 tháng 8 năm 2025  |
| 18           | 6                  | "Mình nhất định bằng chính đôi tay này" Chuyển ngữ: "Ore ga Zettai ni - Ore no Te de" (tiếng Nhật: 俺が絶対に 俺の手で)                        | Kariya Nobuhide   | Tomita Yoriko     | Kariya Nobuhide & Saitō Keiichirō | 9 tháng 8 năm 2025  |
| 19           | 7                  | "Hãy khắc ghi những kỷ niệm!" Chuyển ngữ: "Omoide kizamu ze!" (tiếng Nhật: 思い出刻むぜ！)                                                     | TBA               | TBA               | TBA                               | 16 tháng 8 năm 2025 |

## Đón nhận

### Manga

#### Bán hàng
Vào tháng 2 năm 2022, có thông tin cho rằng bộ truyện tranh đã có thêm 1,5 triệu bản được lưu hành sau khi bộ anime chuyển thể ra mắt. Vào tháng 6 năm 2022, có thông báo rằng manga đã có hơn 7 triệu bản được lưu hành. Vào tháng 9 năm 2023, có thông báo rằng manga đã có 9,5 triệu bản được lưu hành. Vào tháng 10 năm 2023, manga đã vượt qua 10 triệu bản được phát hành.

#### Các giải thưởng
Vào tháng 8 năm 2019, bộ truyện được xếp hạng thứ sáu trong hạng mục manga in theo số phiếu bình chọn cho ấn bản thứ tư của Giải thưởng Manga kế tiếp, do tạp chí Da Vinci từ Media Factory và trang web Niconico tổ chức.
Manga được độc giả xếp hạng thứ 16 trong ấn bản năm 2020 của Kono Manga ga Sugoi! hướng dẫn từ Takarajimasha.
Bộ truyện tranh được xếp hạng thứ ba trong Truyện tranh được nhân viên cửa hàng sách toàn quốc đề xuất năm 2020 của Câu lạc bộ Honya, một cuộc khảo sát thu thập kết quả từ 1.100 nhân viên hiệu sách chuyên nghiệp tại Nhật Bản.

### Anime

#### Sự tiếp nhận quan trọng
Sono Bisque Doll wa Koi o suru đã nhận được sự tán thưởng của giới phê bình về diễn xuất, nhân vật và bản dịch. Đánh giá về mùa đầu tiên của anime, Kambole Campbell của IGN đã mô tả bộ phim là một "sự miêu tả cực kỳ thú vị về niềm vui được chia sẻ một nghề thủ công." Bài đánh giá ca ngợi các màn trình diễn là "chân thực như mang tính giải trí." Slashfilm viết rằng anime "không đủ kỹ thuật để khiến khán giả hoặc các nhân vật mất hứng, nhưng đủ để bạn có thể đánh giá cao công việc khó khăn khi cosplay." Anh ấy cũng khen ngợi bản dịch tiếng Anh của chương trình là "đã nỗ lực hết sức để khắc họa tính cách của (Marin) thông qua phụ đề, nắm bắt được các thành ngữ gyaru (một thời trang của Nhật Bản.Thuật ngữ gyaru là phiên âm của từ lóng tiếng Anh gal) của cô ấy và thậm chí cả những câu nói vô nghĩa ngẫu nhiên mà cô ấy nói to." David Lynn của Collider ca ngợi Gojo và Marin, hai nhân vật chính của anime, là "đồng thời có tính phổ quát rộng rãi nhưng lại phức tạp một cách đáng ngạc nhiên" với "những điểm mạnh và khuyết điểm riêng biệt". Bộ phim đã nhận được nhiều lời chỉ trích vì fan service cho người hâm mộ và việc giới tính hóa các nhân vật quá mức. Campbell của IGN viết rằng "Có một số khoảnh khắc khó hiểu sẽ khiến một số người xem không thể xem được."  Viết cho Bleeding Cool , Alejandra Bodden thường ca ngợi sự khám phá khiêu dâm của bộ phim nhưng lại chỉ trích một số cảnh là không thoải mái.